# Kerk van Rhaude
De Kerk van Rhaude  (Duits: Rhauder Kirche) is een luthers kerkgebouw in het Oost-Friese Rhaude in de gemeente Rhauderfehn (Nedersaksen). De kerk werd in de eerste helft van de 14e eeuw als weerkerk gebouwd om de bevolking te beschermen tegen rovers en krijgsvolk.

## Geschiedenis
De op een verhoging staande rechthoekige zaalkerk werd van bakstenen in kloostermoppenformaat gebouwd. Het is tegenwoordig niet meer bekend welk patrocinium de kerk ooit droeg. Over de exacte ouderdom van de kerk is men het niet geheel eens. Zo betogen sommigen dat de bouw van de apsis en het koor met een verwijzing naar de romano-gotische overgangsvormen (rondbogige ramen, een polygonale plattegrond en steunberen) tegen het einde van de 13e eeuw heeft plaatsgevonden. Anderen echter gaan ervan uit dat het koor pas in de 15e eeuw werd aangebouwd. Een latere in de zuidelijke apsismuur ingebroken hagioscoop is tegenwoordig dichtgemetseld.
De vrij van de kerk staande klokkentoren stamt uit de 15e eeuw en bevat drie bronzen klokken. De toren heeft een gewelf en twee galmgaten en dient als doorgang naar het kerkhof, dat het kerkgebouw omringt.
Na de reformatie hing de gemeente de calvinistische leer aan. Tijdens de Dertigjarige Oorlog werd de kerk ondergraven en zo opzettelijk verwoest, om daarmee te voorkomen dat het gebouw een toevluchtsoord vormde voor de troepen van Peter Ernst II van Mansfeld. Bij de herbouw van de kerk in de jaren 1652-1654 werden waarschijnlijk ook de huidige rondbogige ramen ingebracht. Slecht één spitsboograam bleef in de zuidelijke muur bewaard. Omdat de lokale hoofdeling na de oorlog een lutheraan was, ging ook de gemeente toen over tot het lutheranisme.
In de 20e eeuw werd de westelijke muur van de kerk vernieuwd. Uit deze tijd stamt ook het voorgeplaatste noegotische windportaal.
Totdat meerdere veenkoloniën in de 19e eeuw zelfstandige plaatsen werden, was Rhaude qua oppervlakte de grootste kerkelijke gemeente van Oost-Friesland.

## Interieur
Oorspronkelijk droeg het interieur een gotisch karakter, waarvan nu nog de tijdens een restauratie blootgelegde muurbeschilderingen getuigen.
De ruimte wordt door een houten tongewelf afgesloten. Onder het houten koorhek, die de functie van doksaal overneemt, bevindt zich een rondbogige doorgang naar het koor en twee zijapsissen, waar in de tijd voor de reformatie waarschijnlijk nevenaltaren hebben gestaan. Boven zijn negen spitsbogige nissen, waarbinnen gotische fresco's uit de 15e eeuw met voorstellingen van de twaalf apostelen zijn aangebracht. Het orgel op het doksaal onttrekt het oog aan de middelste drie nissen.
Het altaar werd van kloostermoppen opgemetseld. Op de voorkant is de holte te zien waar vermoedelijk de relieken van de patroonheilige werden bewaard. Het altaarstuk stamt uit de tweede helft van de 17e eeuw of vroege 18e eeuw en toont Jezus met Zijn discipelen tijdens het Laatste Avondmaal. Op de beide vleugels staan de links de annunciatie en de aanbidding der herders en rechts de besnijdenis van Jezus en de wijzen uit het Morgenland afgebeeld. Aan de achterkant van het altaar is een lijst met de in de kerk werkzame predikanten aangebracht. Op de predella worden de evangelisten afgebeeld, terwijl het altaarstuk wordt bekroond met een werk van God de Vader met een wereldkogel. Het altaarkruis werd van bergkristal uit het Weserbergland vervaardigd. Links van het altaar bevindt zich een nis met kruis waar in de katholieke tijd het lichaam en bloed van Jezus Christus werd bewaard, recht is een wijdingskruis zichtbaar.
De kansel met in de velden de reliëfs van de evangelisten werd in 1796 door Caspar Hessemeier in de stijl van de rococo gebouwd. Tegenover de kansel worden op borden de gevallenen tijdens de Frans-Duitse Oorlog (1870-1872) en de Eerste Wereldoorlog herdacht.
Eén van de beide messing kroonluchters draagt het jaartal 1793. Ook het doopvont dateert uit het einde van de 18e eeuw. 

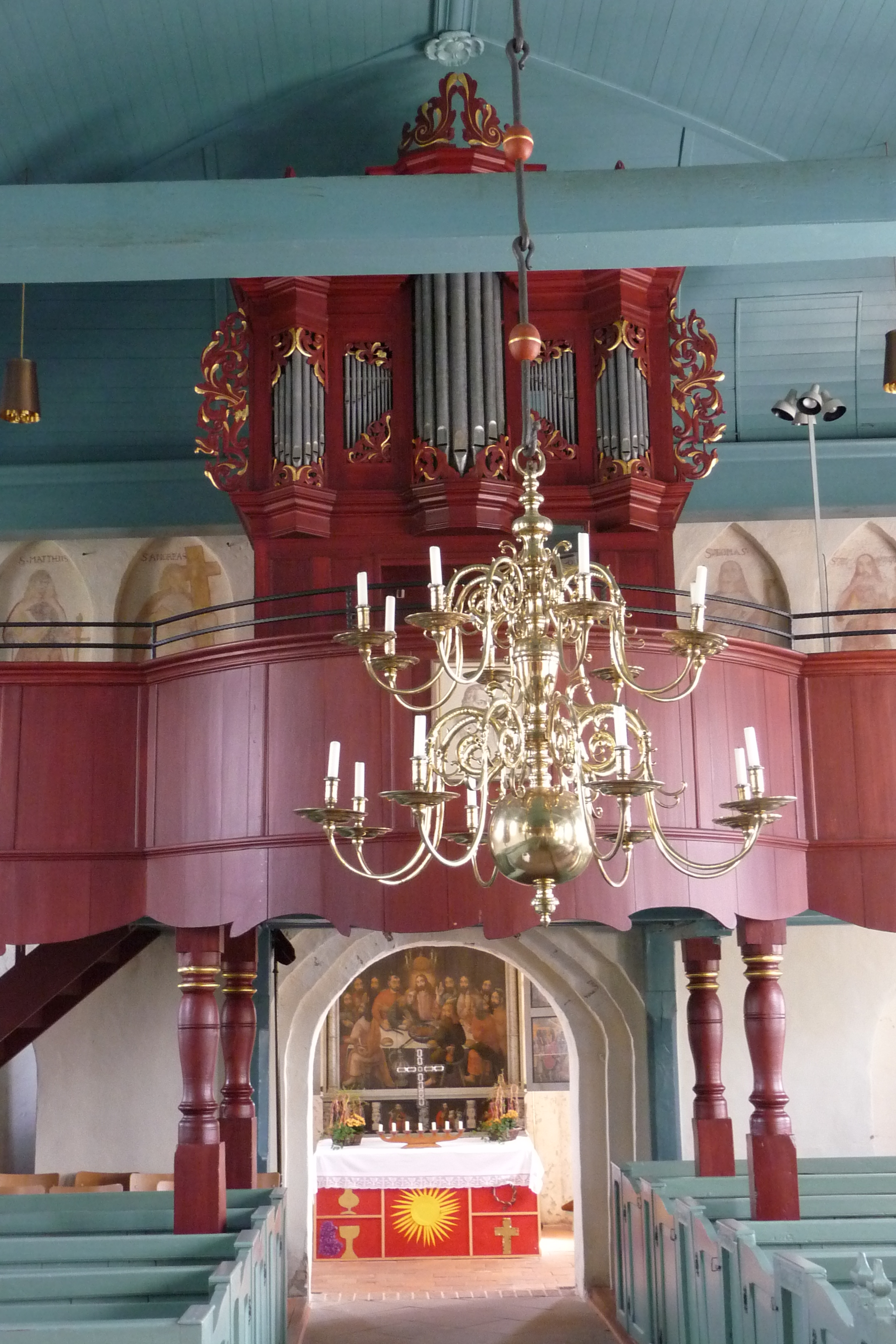
Het orgel

## Orgel
Het orgel werd in 1756 door Johann Friedrich Constabel met acht registers op één manuaal en aangehangen pedaal gebouwd. In 1930 werd het oude instrument vervangen door een pneumatische nieuwbouw van Lothar Welzel uit Hannover. De orgelkas bleef evenwel bewaard en nadat 50 jaar later ook dit instrument niet meer voldeed, werd het vervangen door een nieuw orgel van de gebr. Hillebrand. Het orgel achter de kast van Constabel kent nu negen registers op één manuaal en een zelfstandig pedaal.